# Боричівка
Боричі́вка — село в Україні, у Теребовлянській міській громаді Тернопільського району Тернопільської області. Підпорядковане Теребовлянській міськраді (1961- 2015). З осені 2007 року громада села вимагала створення окремої Боричівської сільської ради. Проте станом на 2011 рік було припинено цю ініціативу. З 29 липня 2015 у складі Теребовлянської міської громади. 
Розташоване над річкою Боричівкою — притокою Гнізни.

## Історія
В «Актах гродських і земських» є згадка про село Боричівка Теребовельського повіту від 28 квітня 1455 року.
Село засноване польськими колоністами у XVII ст., можливо на місці давнішого і зруйнованого татарами. Землі належали монастирю Кармелітів у Теребовлі з (приблизно) 1635 року. До 1668 р. село входило до складу Теребовлянського староства; 1668 р. за сприяння теребовлянського старости Рафала Казімєжа Маковєцького було виключене зі складу Теребовлянського староства. У довоєнний час в селі існував фільварок цього монастиря, якому належало приблизно половина землі (130 гектарів з 310). Після приходу радянської влади землі були роздані селянам, але вже наступного року створено колгосп «Сталінський шлях» (голова колгоспу Свідерський).
В часи Другої Речі Посполитої село спочатку утворювало власну сільську гміну Боричівка, а в рамках реформи самоврядування з 1 серпня 1934 увійшла до сільської гміни Лошнів.

До закінчення Другої світової війни населення Боричівки було переважно польським. Проте 1945 року воно було репатрійоване до Польщі. Натомість в село були заселені українські переселенці з Польщі, переважно з села Теплиці Ярославського повіту. 
1946 року створено сільську раду, головою обрано Грода Івана Андрійовича. З 1961 року село підпорядковане Теребовлянській міській раді. Того ж року було ліквідовано колгосп «Сталінський шлях» (відновлений 1947 р.). Останній голова колгоспу — Федірко Теодор Іванович. Боричівський колгосп було приєднано до радгоспу «Сади» (Сади — передмістя Теребовлі)
У 2001 році населення становило 550 осіб. 1996 рік — 615 осіб. Кінець XIX ст. — понад 900
У міжвоєнний період зусиллями селян і з допомогою монастиря кармелітів з Теребовлі було побудовано костел. 1935 рік — будівництво дзвіниці за кошти Марціна Табаки.
Поблизу Боричівки виявлено археологічні пам'ятки черняхівської культури.
До села свого часу було приєднано хутір Дубина.
1996 року поблизу села було створено Боричівський орнітологічний заказник площею 14,2 га.
12 червня 2020 року, відповідно до розпорядження Кабінету Міністрів України № 724-р «Про визначення адміністративних центрів та затвердження територій територіальних громад Тернопільської області» увійшло до складу Теребовлянської міської громади.
19 липня 2020 року, в результаті адміністративно-територіальної реформи та ліквідації Теребовлянського району, село увійшло до складу новоутвореного Тернопільського району.
28 вересня 2021 році у селі відкрили сучасний спортивний майданчик.

## Мікротопоніми
- Безедня,
- Дзвинюха,
- Млиниска[12].
- Швабівка
- Глинники.

## Політика

### Парламентські вибори, 2019
На позачергових парламентських виборах 2019 року у селі функціонувала окрема виборча дільниця № 610885, розташована у приміщенні клубу.
Результати
- зареєстровано 402 виборці, явка 54,48%, найбільше голосів віддано за «Слугу народу» — 30,99%, за Всеукраїнське об'єднання «Батьківщина» — 17,84%, за «Голос» і Радикальну партію Олега Ляшка — по 8,92%.[13] В одномандатному окрузі найбільше голосів отримав Микола Люшняк (самовисування) — 31,63%, за Ігоря Сопеля (Слуга народу) — 15,81%, за Володимира Бліхаря (Всеукраїнське об'єднання «Батьківщина») — 14,42%[14].

## Населення

### Мова
Розподіл населення за рідною мовою за даними перепису 2001 року:
| Мова       | Кількість | Відсоток |
| ---------- | --------- | -------- |
| українська | 548       | 99.64%   |
| російська  | 2         | 0.36%    |
| Усього     | 550       | 100%     |

## Релігія
- церква Різдва Пресвятої Богородиці (1894, кам'яна, УГКЦ)
- костел святого Адальберта (1909)

## Поширені прізвища
Поширені прізвища: Волошин, Келєр, Китайчук, Ксьонжек, Куштра.

## Освіта і культура
До війни в селі працювала двокласова початкова школа. З приходом радянської влади було відкрито початкову школу з українською мовою навчання. 1945 — знову запрацювала початкова школа, а з 50-их — семирічка. Будівництво нового будинку школи завершено 1971 р. Зараз у селі діє загальноосвітня школа І-ІІ ступенів. Також є бібліотека.

## Відомі люди
- У 1939⁣ — ⁣1941 роках у селі працював польський мовознавець Ф. Славський.

## Цікаві факти
- О 11 год. 22 травня 2006 року біля с. Боричівка при проведенні земляних робіт було виявлено 6 артилерійських снарядів часів нім.-рад. війни[16].

## Галерея

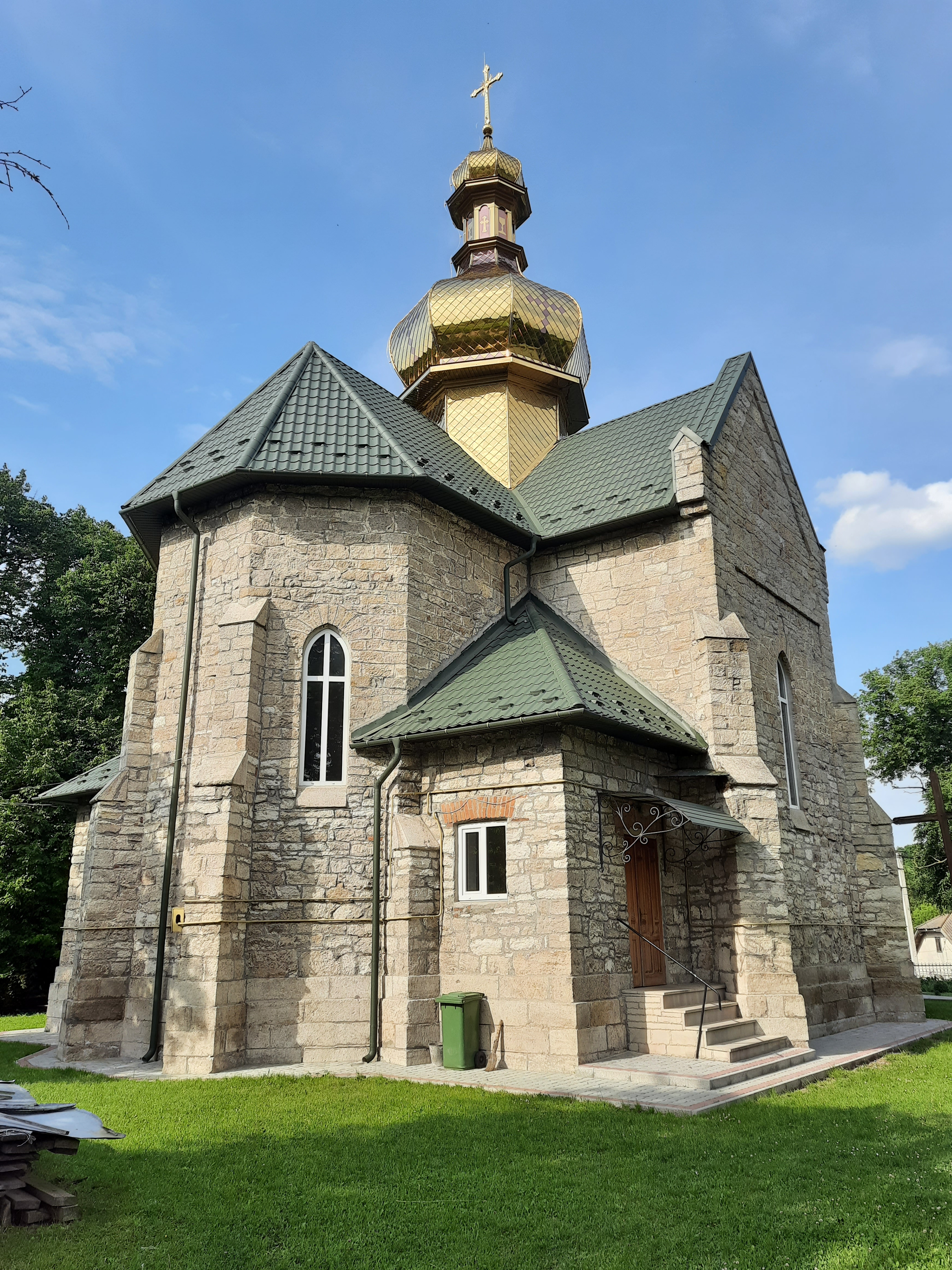
Храм Різдва Пресвятої Богородиці
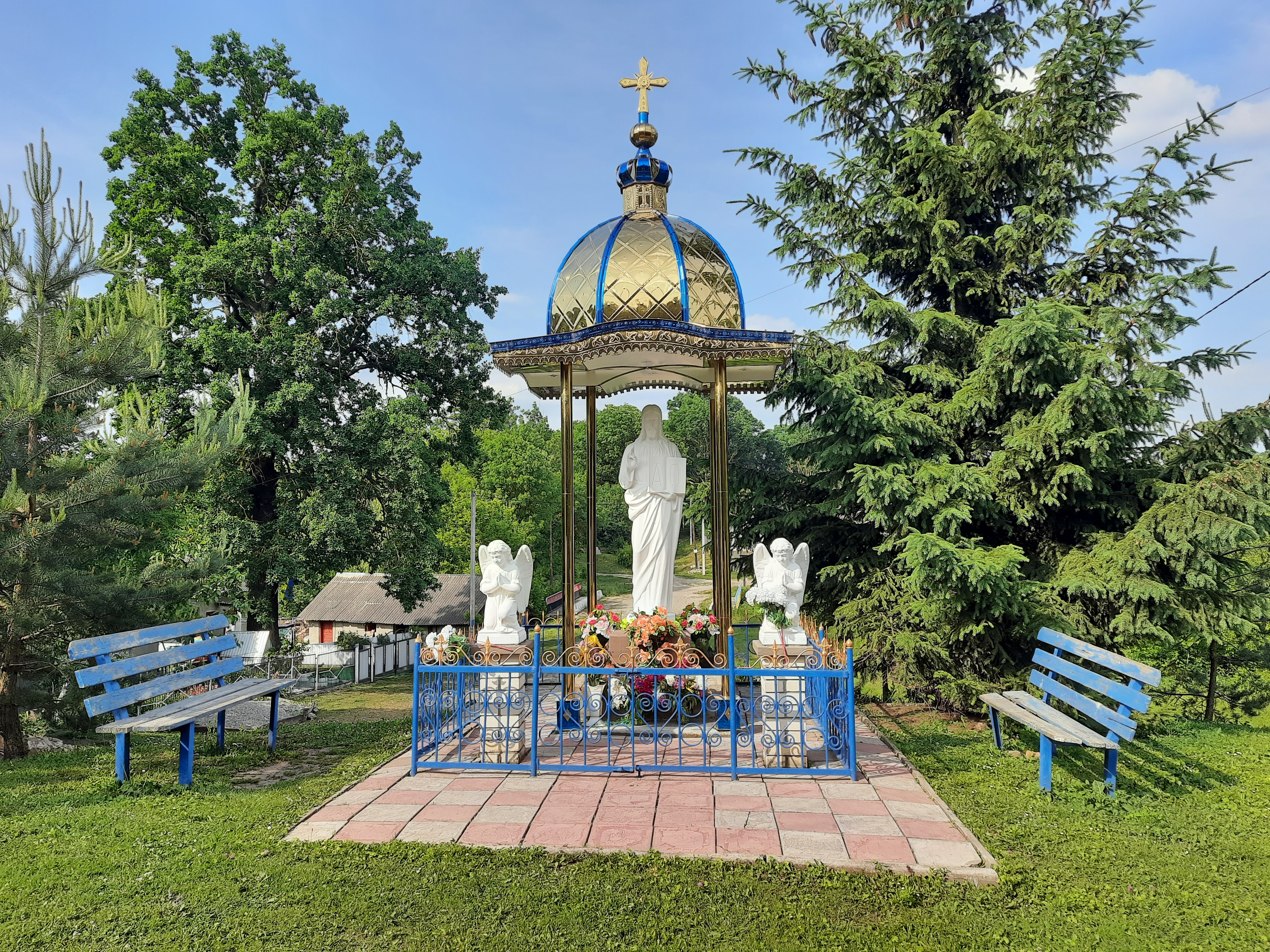
Фігура Ісуса Христа
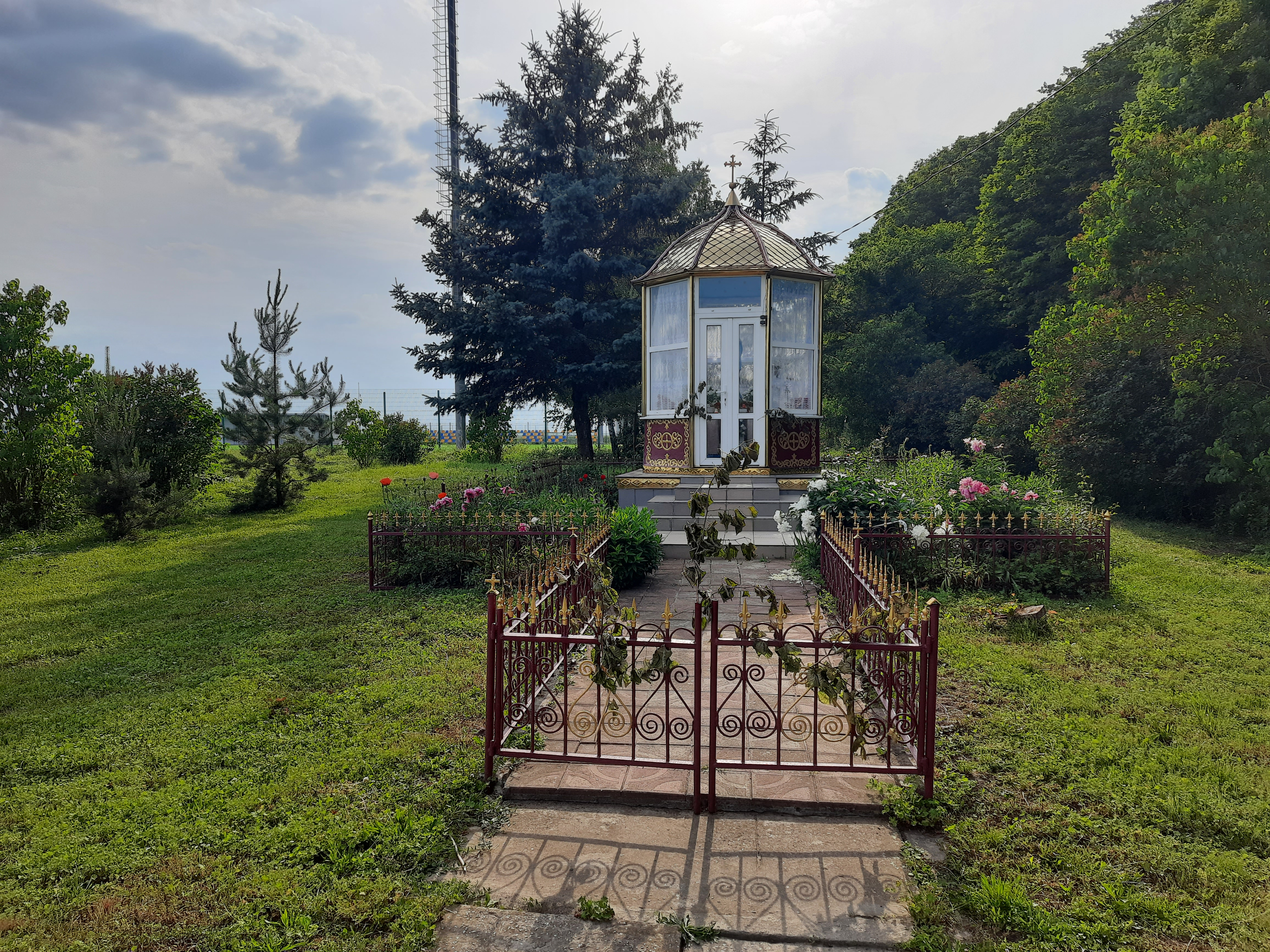
Капличка Матері Божої
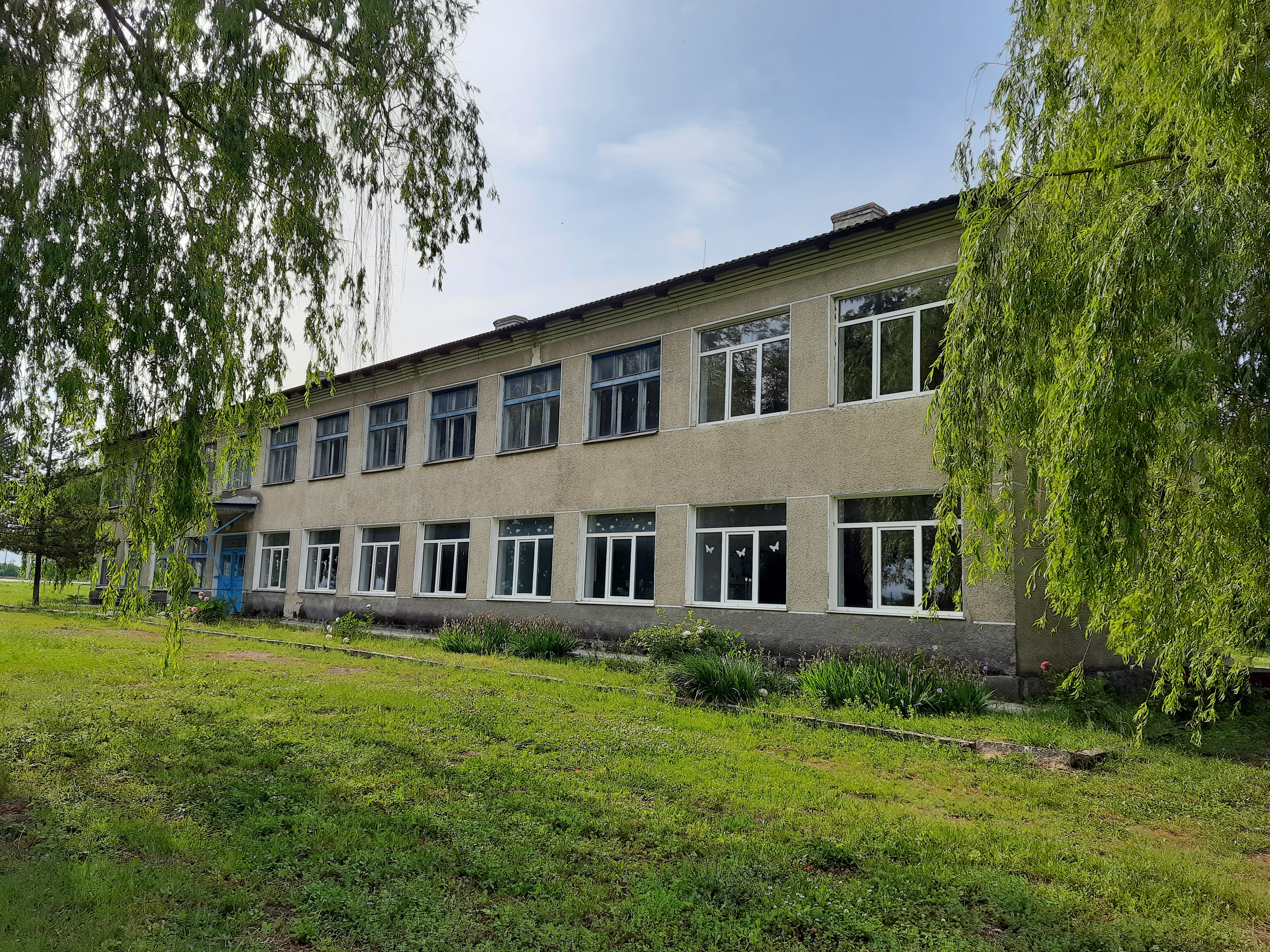
Школа
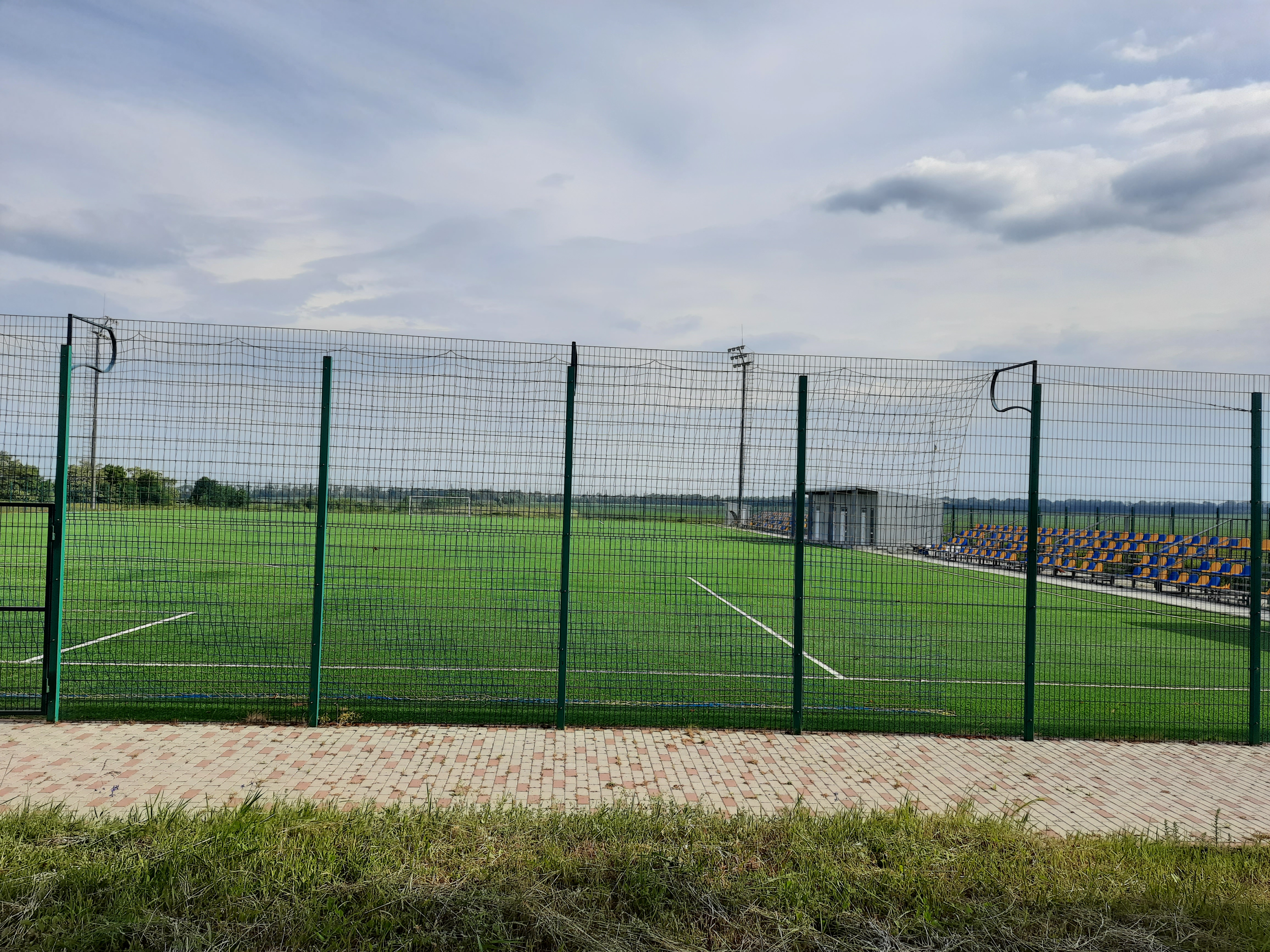
Спорткомплекс
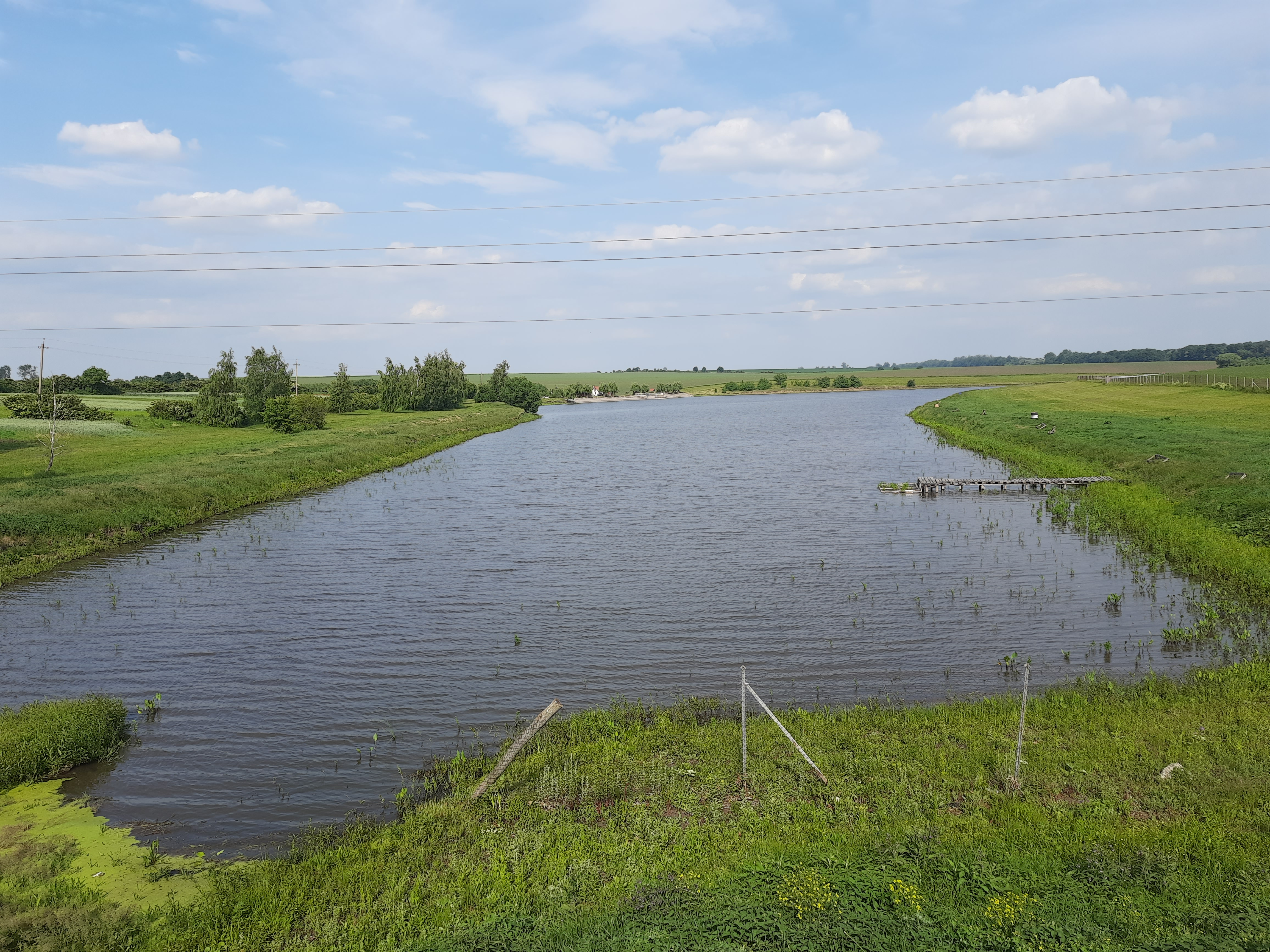
Ставок біля села
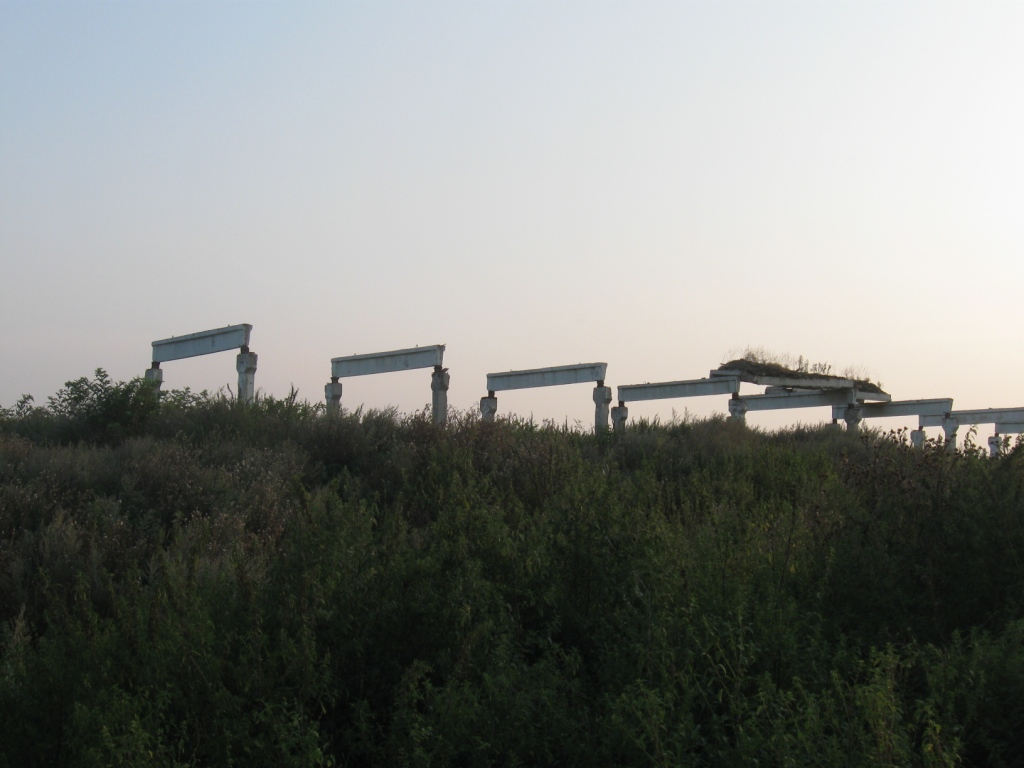
Руїни сільської ферми (розібрана в 1990-х)
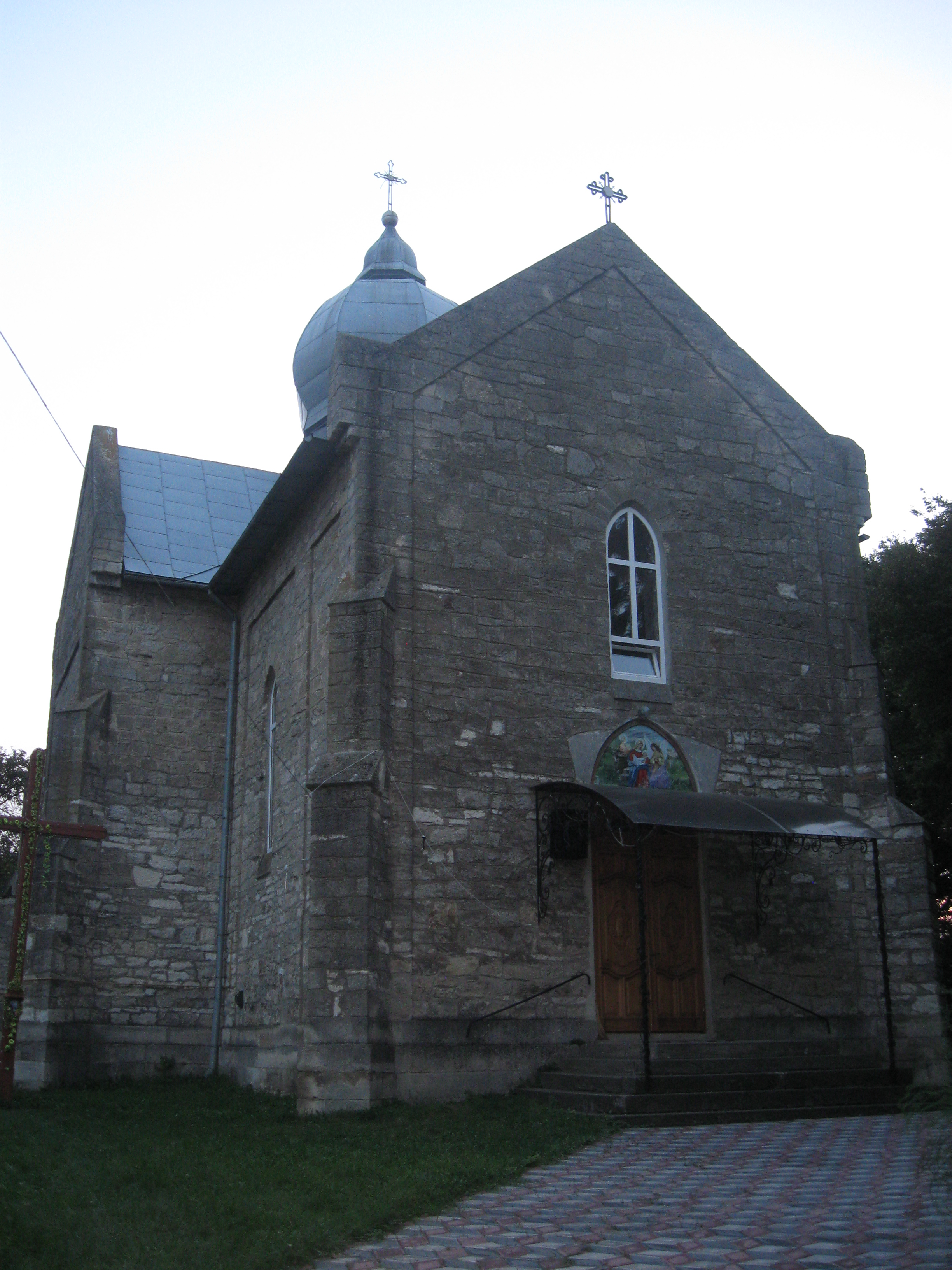
Парафіяльний, сільський храм (інший ракурс)